# Notting Hill (film)
Notting Hill – amerykańsko-brytyjski film fabularny w reżyserii Rogera Michella, według scenariusza Richarda Curtisa. Kolejna z serii komedii romantycznych duetu: Richard Curtis – Hugh Grant.
Ścieżka dźwiękowa zawiera przebój Charles’a Aznavoura „She” w wykonaniu Elvisa Costello.

## Opis fabuły
William Thacker (Hugh Grant) jest właścicielem kiepsko prosperującej niszowej księgarni w londyńskiej dzielnicy Notting Hill. Jego współlokatorem jest Walijczyk, Spike (Rhys Ifans). Wszystko zmienia się w dniu, w którym do jego księgarni przypadkiem wpada Anna Scott (Julia Roberts) – amerykańska aktorka światowej sławy. Sprzedaje jej książki i kilka minut później zderza się z nią na ulicy i oblewa sokiem. Zaprasza Annę do domu, aby mogła się obmyć. Will trafia na promocyjne spotkanie twórców ostatniego filmu z dziennikarzami. Udaje tam dziennikarza. Ostatecznie Will i Anna udają się na urodzinową imprezę młodszej siostry Willa – Honey. Następnego dnia Anna zaprasza Willa do hotelowego pokoju. Okazuje się, że do Anny przyjechał jej chłopak, Jeff. Wkrótce Anna wyjeżdża. Przez następne miesiące przyjaciele Willa starają się zapoznać go z różnymi kobietami, jednak Will nie jest w stanie zapomnieć o Annie.
Anna pojawia się niespodziewanie pół roku później, uciekając przed natrętnymi dziennikarzami. Przeprasza za poprzedni incydent, traktowała związek z Jeffem już za zakończony i nie spodziewała się, że on przyjedzie. Zostaje u Willa na noc i dochodzi do zbliżenia. Niestety Spike zawiadamia prasę o obecności Anny Scott w mieszkaniu Willa. Oburzona Anna przypuszcza, że to robota Willa, i zrywa znajomość.
Do kolejnego spotkania dochodzi podczas kręcenia filmu według powieści Henry’ego Jamesa. Will niechcący podsłuchuje lekceważącą wypowiedź Anny o nim i opuszcza plan filmu. Następnego dnia Anna przychodzi do sklepu Willa. Wyjaśnia, że jej wypowiedź poprzedniego dnia miała na celu spławienie znanego plotkarza, i mówi, że przychodzi jak: „zwykła dziewczyna, prosząca swego chłopaka, aby ją kochał”. Nieprzekonany Will odpowiada, że zawsze ona będzie celebrytką z Beverly Hills, a on zwykłym mieszkańcem Notting Hill. Dopiero na spotkaniu w restauracji z przyjaciółmi uświadamia sobie swój błąd. Zjawia się na konferencji prasowej Anny Scott, gdzie wyjaśniają sobie nieporozumienia. W końcówce filmu pojawia się Will z Anną w ciąży.

## Obsada
- Hugh Grant – William 'Will' Thacker
- Julia Roberts – Anna Scott
- Rhys Ifans – Spike, współlokator Williama
- James Dreyfus – Martin, współpracownik Williama
- Hugh Bonneville – Bernie, przyjaciel Williama
- Richard McCabe – Tony, przyjaciel Williama
- Emma Chambers – Honey, siostra Williama
- Tim McInnerny – Max, przyjaciel Williama
- Gina McKee – Bella, żona Maxa
- Alec Baldwin – Jeff King, chłopak Anny Scott
- Roger Frost – trudny klient
- Dylan Moran – złodziej Rufus
- Julian Rhind-Tutt – dziennikarz „Time Out”
- John Shrapnel – agent Anny Scott
- Henry Goodman – portier w Ritzu
- Samuel West – aktor w filmie kostiumowym
- Mischa Barton – nastoletnia gwiazda filmowa

## Nagrody i nominacje
Złote Globy 1999
- Najlepsza komedia/musical (nominacja)
- Najlepszy aktor w komedii/musicalu – Hugh Grant (nominacja)
- Najlepsza aktorka w komedii/musicalu – Julia Roberts (nominacja)

Nagroda BAFTA 1999
- Nagroda Publiczności
- Nagroda im. Alexandra Kordy dla najlepszego brytyjskiego filmu – Duncan Kenworthy, Roger Michell (nominacja)
- Najlepszy aktor drugoplanowy – Rhys Ifans (nominacja)

Nagroda Satelita 1999
- Najlepsza komedia lub musical (nominacja)
- Najlepsza aktorka w komedii/musicalu – Julia Roberts (nominacja)
- Najlepszy aktor drugoplanowy w komedii/musicalu – Rhys Ifans (nominacja)